# Ихурумбе

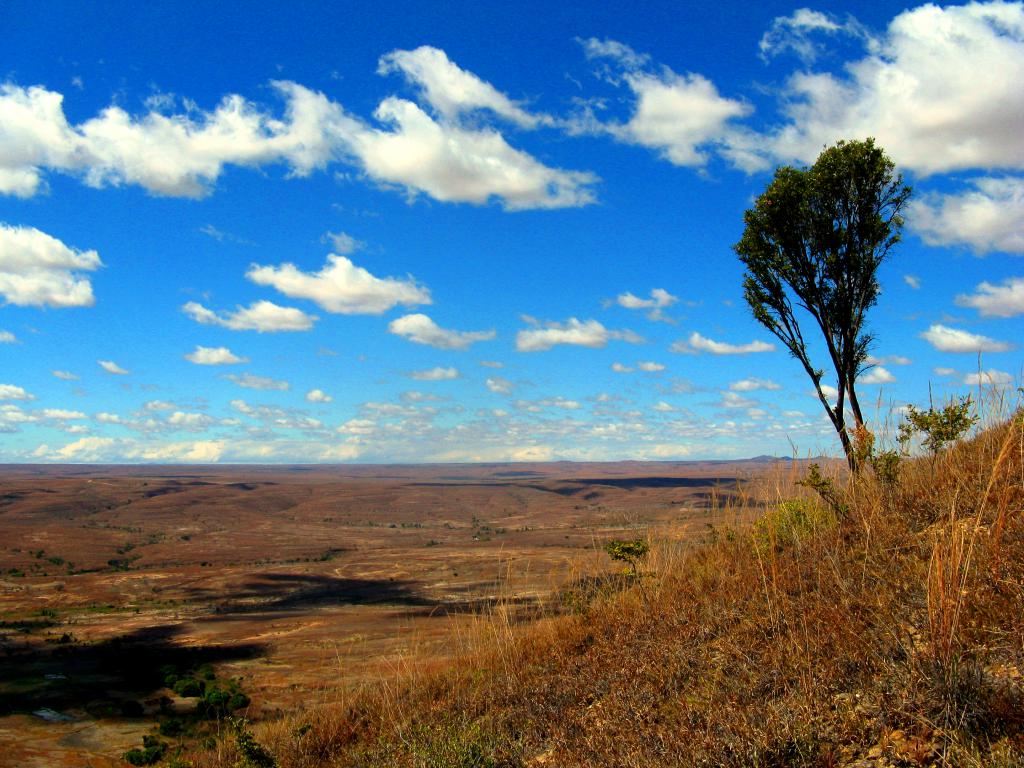
Ихурумбе

Ихурумбе или Ихоромбе (малаг. Ihorombe, фр. Ihorombe) — район Мадагаскара. Административный центр — город Ихуси. Входит в состав провинции Фианаранцуа.

## География
Находится в центре южной части острова Мадагаскар. Занимает площадь 26,391 км². Граничит с районами Верхняя Мациатра на севере, Ациму-Ацинанана на востоке, Ануси на юге и Ациму-Андрефана на западе. Основные реки региона: Манампатрана, Мананара, Менаната и Зомандао. В западной части района расположен Национальный парк Исалу.

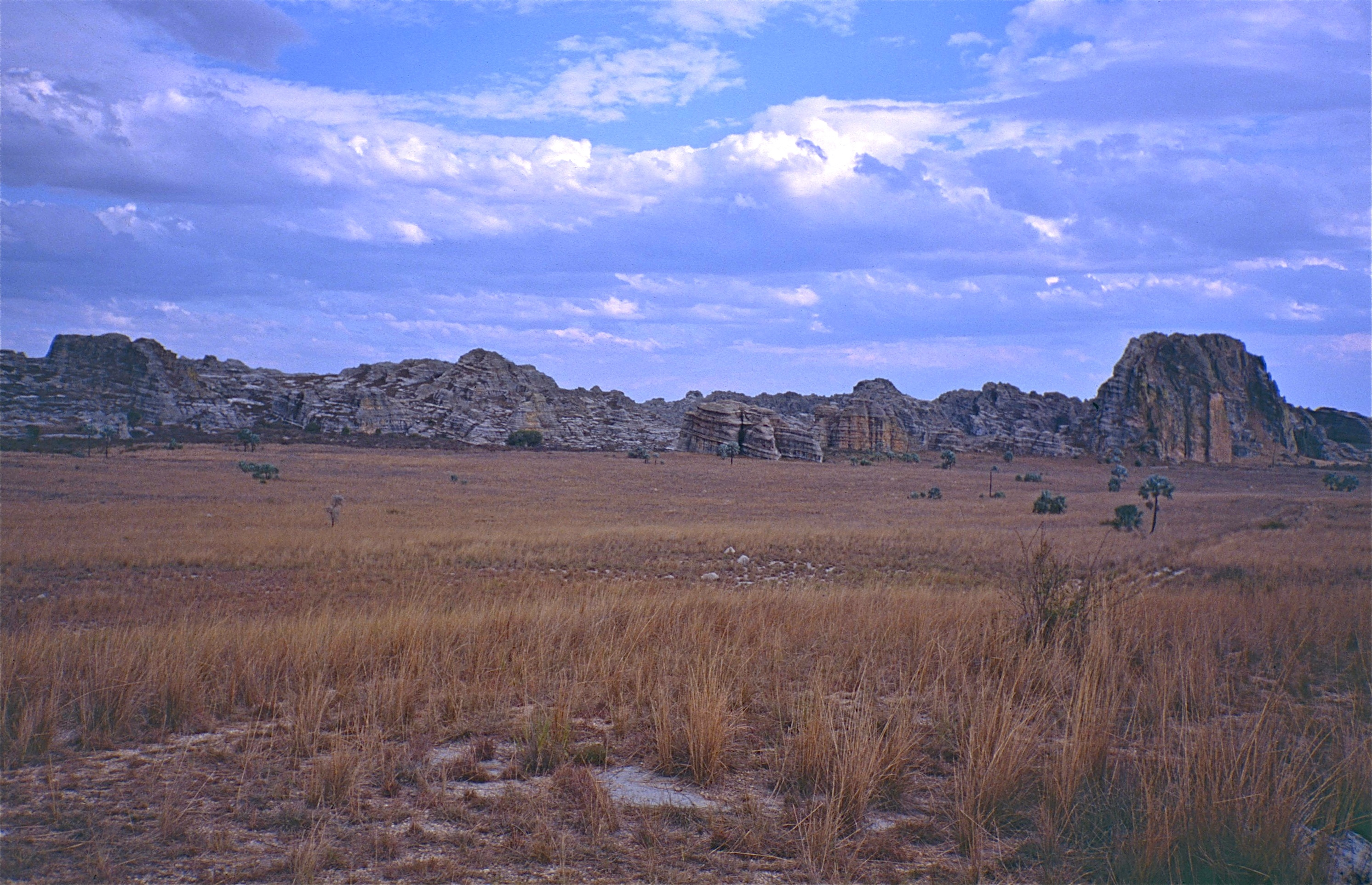

Общая площадь Ихурумбе составляет 26 391 км².

## Население
В 2018 году население составляло 418 520 человек. Плотность — 16 чел./км², это одна из самых низких плотностей населения среди малагасийских районов.
В состав Ихурумбе входят 3 коммуны: Якора, Ихоси и Ивохибе.